# Radu Albot
Radu Albot (moldavskou cyrilicí: Раду Албот, * 11. listopadu 1989 Kišiněv) je moldavský profesionální tenista. Ve své dosavadní kariéře na okruhu ATP Tour vyhrál jeden singlový a jeden deblový turnaj. Na challengerech ATP a okruhu ITF získal dvacet tři titulů ve dvouhře a sedmnáct ve čtyřhře.
Na žebříčku ATP byl ve dvouhře nejvýše klasifikován v srpnu 2019 na 39. místě a ve čtyřhře v dubnu téhož roku na 56. místě. Na juniorském kombinovaném žebříčku ITF nejvýše figuroval v lednu 2007 na 11. příčce. Trénuje ho Magnus Tideman.
Na nejvyšší grandslamové úrovni nejdále postoupil do semifinále čtyřhry US Open 2018, kde hráli s Malekem Džazírím z pozice náhradníků.
V moldavském daviscupovém týmu debutoval v roce 2007 utkáním 3. skupiny euroafrické zóny proti Bosně a Hercegovině, v němž prohrál po boku Jevgenije Plugarjova čtyřhru. Moldavané zvítězili 2:1 na zápasy. Do září 2020 v soutěži nastoupil k dvaceti devíti mezistátním utkáním s bilancí 28–8 ve dvouhře a 13–9 ve čtyřhře.
Moldavsko reprezentoval na Letních olympijských hrách 2016 v Riu de Janeiru, když do mužské dvouhry obdržel divokou kartu od ITF. Po výhře nad Teimurazem Gabašvilim jej ve druhém kole vyřadil devátý nasazený Chorvat Marin Čilić ve dvou setech.

## Tenisová kariéra
V rámci hlavních soutěží událostí okruhu ITF debutoval v srpnu 2006, když na turnaji v rumunském Aradu postoupil z kvalifikace. V úvodním kole pak podlehl Adrianu Cruciatovi. Na challengerech odehrál první turnaj o necelý měsíc dříve, když nastoupil do temešvárské čtyřhry s Rumunem Mirteou, aby soutěž opustili v první fázi. Premiérový singlový titul v této úrovni vybojoval na ferganském challengeru 2013 v Uzbekistánu, kde ve finále přehrál srbského hráče Iliju Bozoljace po třísetovém průběhu. Ve čtyřhře triumfoval již na tureckém Mersin Cupu 2012 s Ukrajincem Denysem Molčanovem. Průnik mezi sto nejlepších tenistů zaznamenal 27. července 2015 po prohraném finálovém duelu na poznaňském challengeru, když mu na žebříčku ATP patřila 100. příčka.

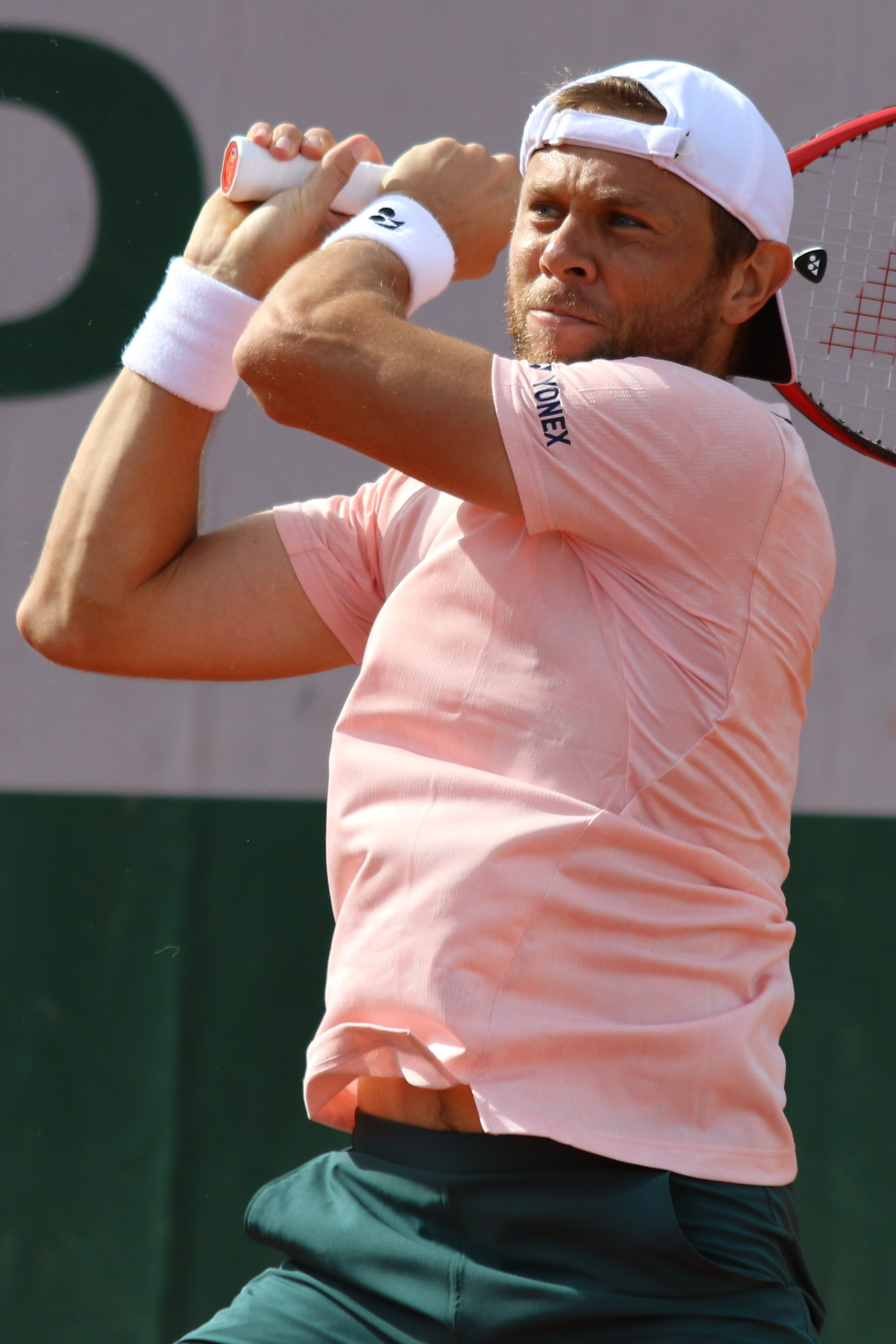
Bekhend na French Open 2022

Na okruhu ATP World Tour debutoval lednovým Aircel Chennai Open 2014 v Čennaí. Z pozice kvalifikanta vypadl v úvodním kole dvouhry s šestým nasazeným Španělem Marcelem Granollersem ve třech setech. Premiérový kariérní vyhraný zápas v této úrovni dosáhl na červencovém Swedish Open 2014 v Bastadu po vyřazení Francouze Kennyho de Scheppera. Následně odešel poražen od argentinské turnajové sedmičky Carlose Berlocqa. Do prvního čtvrtfinále se podíval na úvodním ročníku travnatého Antalya Open 2017 po výhrách nad Portugalcem Joãem Sousou a druhým nasazeným Paolem Lorenzim, aby jej zastavil Andreas Seppi. V rámci série ATP Masters odehrál první utkání na BNP Paribas Open 2017 v Indian Wells po zvládnuté kvalifikaci. Na úvod jej vyřadil francouzský hráč Jérémy Chardy. Na navazujícím Miami Open 2017 mu stopku v úvodním zápase vystavil Seppi.
Do premiérového finále na okruhu ATP Tour postoupil na květnovém Istanbul Open 2015, kde v páru se Srbem Dušanem Lajovićem ovládli deblovou soutěž po dvousetovém vítězství nad švédsko-rakouským párem Robert Lindstedt a Jürgen Melzer. Na moskevském Kremlin Cupu 2015 skončili s Františkem Čermákem jako poražení finalisté čtyřhry, když nestačili na ruskou dvojici Andrej Rubljov a Dmitrij Tursunov až v rozhodujícím supertiebreaku.
Debut v hlavní soutěži nejvyšší grandslamové kategorie zaznamenal v mužském singlu US Open 2014 po zvládnuté tříkolové kvalifikaci, v níž na jeho raketě zůstali Francouz Grégoire Burquier, Maďar Márton Fucsovics a Brit James Ward. Ve dvouhře jej pak na úvod vyřadil dvacátý šestý nasazený Francouz Gilles Simon. Do třetíto kola dvouhry se poprvé probojoval jako kvalifikant na US Open 2017, když zdolal zástupce amerického tenisu Ernesta Escobeda a po pětisetové bitvě i Tchajwance Lu Jan-suna. Poté podlehl turnajové sedmnáctce Samu Querreymu. V mužské čtyřhře French Open 2015 prošel s Lukášem Rosolem do čtvrtfinále, kde jejich cestu pavoukem zastavil šestý nasazený pár Italů Simone Bolelli a Fabio Fognini.

## Osobní život
Dne 19. dubna 2020 se stal otcem, když jeho partnerka Doina porodila dceru Adeline.

## Vyznamenání
- Medaile za občanské zásluhy – Moldavsko, 2014[5]

## Finále na okruhu ATP Tour
| Legenda                     |
| D – dvouhra; Č – čtyřhra    |
| Grand Slam (0)              |
| Turnaj mistrů (0)           |
| ATP Tour Masters 1000 (0)   |
| ATP Tour 500 (0)            |
| ATP Tour 250 (1–0 D; 1–1 Č) |

### Dvouhra: 1 (1–0)
| Stav  | č. | datum          | turnaj                      | povrch | soupeř ve finále | výsledek           |
| ----- | -- | -------------- | --------------------------- | ------ | ---------------- | ------------------ |
| Vítěz | 1. | 24. února 2019 | Delray Beach, Spojené státy | tvrdý  | Dan Evans        | 3–6, 6–3, 7–6(9–7) |

### Čtyřhra: 2 (1–1)
| Stav      | č. | datum          | turnaj            | povrch    | spoluhráč        | soupeři ve finále               | výsledek         |
| --------- | -- | -------------- | ----------------- | --------- | ---------------- | ------------------------------- | ---------------- |
| Vítěz     | 1. | 3. května 2015 | Istanbul, Turecko | antuka    | Dušan Lajović    | Robert Lindstedt Jürgen Melzer  | 6–4, 7–6(7–2)    |
| Finalista | 1. | 25. října 2015 | Moskva, Rusko     | tvrdý (h) | František Čermák | Andrej Rubljov Dmitrij Tursunov | 6–2, 1–6, [6–10] |

## Tituly na challengerech ATP a okruhu Futures
| Legenda                 |
| ----------------------- |
| Challengery (9 D; 10 Č) |
| Futures (14 D; 7 Č)     |

### Dvouhra (23)
| č.  | datum         | turnaj              | povrch    | poražený finalista      | výsledek                 |
| --- | ------------- | ------------------- | --------- | ----------------------- | ------------------------ |
| 1.  | říjen 2010    | Antalya, Turecko    | tvrdý     | Denys Molčanov          | 6–3, 4–6, 7–5            |
| 2.  | únor 2011     | Antalya, Turecko    | antuka    | Ruan Roelofse           | 7–5, 6–4                 |
| 3.  | březen 2011   | Antalya, Turecko    | tvrdý     | Alejandro González      | 7–5, 6–3                 |
| 4.  | duben 2011    | Antalya, Turecko    | tvrdý     | Yannik Reuter           | 6–3, 7–6(7–1)            |
| 5.  | duben 2011    | Antalya, Turecko    | tvrdý     | Peter Gojowczyk         | 6–3, 6–2                 |
| 6.  | květen 2011   | Cesena, Itálie      | antuka    | Walter Trusendi         | 2–6, 6–2, 7–6(7–1)       |
| 7.  | únor 2012     | Antalya, Turecko    | tvrdý     | Alexandr Lobkov         | 7–6(7–5), 6–3            |
| 8.  | únor 2012     | Antalya, Turecko    | tvrdý     | Ádám Kellner            | 7–6(7–5), 6–2            |
| 9.  | březen 2012   | Antalya, Turecko    | tvrdý     | Sergio Gutierrez-Ferrol | 6–1, 6–3                 |
| 10. | duben 2012    | Antalya, Turecko    | tvrdý     | Tomislav Brkić          | 6–1, 4–6, 6–1            |
| 11. | duben 2012    | Antalya, Turecko    | tvrdý     | Tomislav Brkić          | 3–6, 6–4, 7–6(7–3)       |
| 12. | květen 2012   | Bacău, Rumunsko     | antuka    | Roman Borvanov          | 7–5, 6–4                 |
| 13. | únor 2013     | Antalya, Turecko    | tvrdý     | Reid Carleton           | 6–1, 6–4                 |
| 14. | březen 2013   | Antalya, Turecko    | tvrdý     | Marsel İlhan            | 6–3, 3–6, 7–6(9–7)       |
| 1.  | září 2013     | Fergana, Uzbekistán | tvrdý     | Ilija Bozoljac          | 7–6(11–9), 6–7(3–7), 6–1 |
| 2.  | únor 2015     | Kalkata, Indie      | tvrdý     | James Duckworth         | 7–6(7–0), 6–1            |
| 3.  | červen 2016   | Fürth, Německo      | tvrdý     | Jan-Lennard Struff      | 6-3, 6-4                 |
| 4.  | červen 2016   | Fergana, Uzbekistán | tvrdý     | Konstantin Kravčuk      | 6-4, 6-2                 |
| 5.  | červenec 2016 | Poznaň, Polsko      | antuka    | Clement Geens           | 6-2, 6-4                 |
| 6.  | listopad 2017 | Šen-čen, ČLR        | tvrdý     | Hubert Hurkacz          | 7–6(8–6), 6–7(3–7), 6–4  |
| 7.  | říjen 2018    | Liou-čou, ČLR       | tvrdý     | Miomir Kecmanović       | 6–2, 4–6, 6–3            |
| 8.  | listopad 2021 | Pau, Francie        | tvrdý (h) | Jiří Lehečka            | 6–2, 7–6(7-5)            |
| 9.  | září 2022     | Istanbul, Turecko   | tvrdý     | Lukáš Rosol             | 6–2, 6–0                 |

### Čtyřhra (17)
| č.  | datum         | turnaj                 | povrch | spoluhráč           | poražení finalisté                      | výsledek                   |
| --- | ------------- | ---------------------- | ------ | ------------------- | --------------------------------------- | -------------------------- |
| 1.  | červenec 2008 | Oradea, Rumunsko       | antuka | Andrei Ciumac       | Steven Goh Zakary van Min               | 7–6(7–5), 6–7(5–7), [10–3] |
| 2.  | květen 2009   | Bukurešť, Rumunsko     | antuka | Andrei Ciumac       | Florin Mergea Costin Pavăl              | 6–1, 6–2                   |
| 3.  | srpen2009     | Kempten, Německo       | antuka | Jiří Školoudík      | James Lemke Richard Waite               | 6–1, 6–2                   |
| 4.  | květen 2010   | Pitești, Rumunsko      | antuka | Andrei Ciumac       | Ivan Anikanov Artem Smirnov             | 2–6, 6–3, [10–7]           |
| 5.  | březen 2011   | Antalya, Turecko       | antuka | Denys Molčanov      | Roman Jebavý Adrian Sikora              | 6–7(3–7), 6–3, [12–10]     |
| 6.  | květen 2011   | Aosta, Itálie          | Clay   | Jasutaka Učijama    | Hiroki Morija Šuiči Sekiguči            | 4–6, 7–5, [10–7]           |
| 1.  | duben 2012    | Mersin, Turecko        | antuka | Denys Molčanov      | Alessandro Motti Simone Vagnozzi        | 6–0, 6–2                   |
| 2.  | květen 2012   | Ostrava, Česko         | antuka | Teimuraz Gabašvili  | Adam Pavlásek Jiří Veselý               | 7–5, 5–7, [10–8]           |
| 3.  | říjen 2013    | Kazaň, Rusko           | tvrdý  | Farruch Dustov      | Jegor Gerasimov Dzmitrij Žyrmont        | 6–2, 6–7(3–7), [10–7]      |
| 7.  | březen 2014   | Kanton, ČLR            | tvrdý  | Christopher Rungkat | Claudio Grassi Ricadro Ghedin           | 1–6, 7–5, [10–7]           |
| 4.  | duben 2014    | Mersin, Turecko        | antuka | Jaroslav Pospíšil   | Thomas Fabbiano Matteo Viola            | 7–6(9–7), 6–1              |
| 5.  | květen 2014   | Řím, Itálie            | antuka | Artem Sitak         | Andrea Arnaboldi Flavio Cipolla         | 4–6, 6–2, [11–9]           |
| 6.  | červenec 2014 | Poznań, Polsko         | antuka | Adam Pavlásek       | Tomasz Bednarek Henri Kontinen          | 7–5, 2–6, [10–8]           |
| 7.  | srpen 2014    | San Marino, San Marino | antuka | Enrique López-Pérez | Franko Škugor Adrian Ungur              | 6–4, 6–1                   |
| 8.  | únor 2015     | Launceston, Austrálie  | tvrdý  | Mitchell Krueger    | Adam Hubble Jose Rubin Statham          | 3–6, 7–5, [11–9]           |
| 9.  | říjen 2017    | Ning-po, Čína          | tvrdý  | Rubin Statham       | Džívan Nedunčežijan Christopher Rungkat | 7–5, 6–3[                  |
| 10. | září 2021     | Istanbul, Turecko      | tvrdý  | Alexander Cozbinov  | Antonio Šančić Artem Sitak              | 4–6, 7–5, [11–9]           |